# 自私DNA
自私DNA指不对生物体的基因型产生作用，以永远留在基因组内，为唯一功能的一种DNA序列。在各种生物体内普遍存在，对物种的进化起着重要作用。自私DNA是各类基因序列中含量最丰富的，它的分布并不均匀。人们对其功能了解不多，只发现了其部分功能。但肯定的是，自私DNA加速了变异和种群多样化，从而促进物种得以进化。